# ツール・ド・のと400
ツール・ド・のと400は、毎年9月に実施されている自転車サイクリング大会。
能登半島の振興を目的とし、1989年に第１回大会が開催された。
総距離が400キロメートルを超えることから、『ツール・ド・のと400』を大会名としている。
あくまでも交通規則、大会規則を守りながら完走を目指す自転車サイクリング大会だが、3日間とも「出走制限時間制」が設けられ、設定時間内での走行が求められる。このため、コース途中でのリタイヤを余儀なくされる参加者もいて、サブタイトルの「サバイバル・サイクル」の由縁になっている。リタイヤした参加者は自衛隊のトラックに回収されてその日のゴール地点まで輸送された。
第１回大会に限り、１０月８日から１０日にかけて開催されている。
初日は、内灘町にある石川県立自転車競技場内で開会式が執り行なわれた。
砂浜である「千里浜なぎさドライブウエイ」をコースとしたのも第１回のみである。
能登地方に入ってからは、志賀町三明サイクリングターミナルに至るほとんどを自転車道を使っている。
それ以降は主に国道249号線を使い、門前チェックポイントで休憩し円山峠を経由して輪島市ゴールまでを走った。
また、３日目も今では全くコースとなっていない能登島一周、そして和倉から中能登地方を経由して自転車道に戻り、内灘ゴールを目指している。
特に初日の天候はほぼ暴風雨と言っても良いほどで、スタートから門前チェックポイントまでが逆風と雨という過酷なものであった。
なお大会が認める全大会参加者は５名となっているが、全大会３日間フル参加者は群馬県より参加の１名のみである。
第２回大会以降、出発点と最終ゴールは『アクアリゾートルネスかなざわ』に変更された。３日目コースが富山県氷見市を経由してゴールするルートとなったのも同大会からである。